# Baiyang, Xiapu
Baiyang (kinesiska: 柏洋乡) är en socken i sydöstra Kina. Den ligger i Xiapu härad i staden Ningde i provinsen Fujian, omkring 120 kilometer nordost om provinshuvudstaden Fuzhou. Antalet invånare är 20 263. Befolkningen består av 9 200 kvinnor och 11 063 män. Barn under 15 år utgör 12,0 %, vuxna 15-64 år 76 %, och äldre över 65 år 11,0 %.